# S’il vous plaît!
S’il vous plaît! war eine portugiesische Wochenschrift für den Französischunterricht.
Sie wurde zwischen 1927 und 1933 durch den Verleger Artur Bivar in Arcos de Valdevez herausgegeben.